# Max Derruau
Max Derruau, né le 10 février 1920 à Capestang (Hérault) et mort le 29 mai 2004 à Clermont-Ferrand, est un géographe français, spécialiste de géomorphologie.

## Biographie
Max Derruau a enseigné à l'université de Clermont-Ferrand.
Il est le père de la médiéviste Monique Bourin.

## Publications
- « Un 'village-tombeau' dans le Bas-Languedoc : Capestang (Hérault) », Revue de géographie alpine, 1962, tome 41, n°1, p. 99-114
- Précis de géomorphologie, Masson, 1956, plusieurs fois réédité.
- Précis de géographie humaine, Paris, Armand Colin, 1961[3]
- Les formes du relief terrestre. Notions de géomorphologie, Paris, Armand Colin, 1969, 2001, 8e édition,  (ISBN 2200210140)
- De l'inondation à l'assèchement. Comment domestiquer les eaux du Biterrois. in Bulletin de la Société languedocienne de géographie, Tome 30, Fascicule 3-4, 1996, numéro spécial. Contient entre autres : « Puisserguier (Hérault) : Contraintes géomorphologiques d'une catastrophe météorologique reproductible ; Hypothèses et certitudes », par Paul Lambert (16 p.). « Intempéries de l'hiver 1995-96 en Biterrois », par V. Prosper-Laget, Colette Marand et Lucette Davy (68 p.), Société languedocienne de géographie, Lucette Davy, Paul Lambert, Valérie Prosper-Laget, Colette Marand, Max Derruau, Laurent Bruxelles, Alain Gaubel.